# Elchesheim-Illingen
Elchesheim-Illingen es un municipio alemán perteneciente al distrito de  Rastatt en el estado federado de Baden-Wurtemberg. Tiene unos 3 221 habitantes y el territorio municipal comprende 10,14 km².